# Hugo Chávez
Hugo Rafael Chávez Frías (Sabaneta, 28. srpnja 1954. – Caracas, 5. ožujka 2013.), predsjednik Venezuele od 1999. do 2013. godine. Časnik venezuelanske vojske (padobranac).
Dana 4. veljače 1992. godine Chávez je predvodio pokušaj preuzimanja vlasti u Venezueli vojnim udarom. Nekoliko stotina ljudi je poginulo, puč je propao a Chávez je zatvoren. Poslije 2 godine zatvora pomilovan je od strane tadašnjeg predsjednika Venezuele Rafaela Caldere.
Izlaskom iz zatvora osnovao je stranku Movimiento Quinta Republica (Pokret za petu republiku). Na predsjedničkim izborima 6. prosinca 1998. godine dobio je 56,2% glasova i postao predsjednik zahvaljujući glasovima siromašnih građana kod kojih je imao podršku. Njegovi politički neprijatelji su srednja i viša klasa, sindikati, kao i skoro svi privatni mediji u zemlji. Takva situacija je dovela do političke polarizacije u Venecueli, a kao rezultat toga 12. travnja 2002. godine je izvršen vojni udar na kome je oporba preuzela vlast, ali samo nakratko. Zbog velike potpore među vojnicima Chávez je vraćen na predsjedničku fotelju dva dana kasnije, 14. travnja. U prosincu iste godine počeo je veliki štrajk u naftnoj industriji koji je trajao dva mjeseca, izazvan Chávezovim pokušajima mijenjanja vodstva u naftnim kompanijama i otkazima 18.000 radnika.
Dana 15. kolovoza 2004. godine pobijedio je referendum čije je pitanje bilo treba li Chávez podnijeti ostavku.
Chávezovi odnosi sa SAD-om su vrlo loši, a više puta je prijetio prestankom izvoza nafte u tu zemlju zbog miješanja u unutrašnje stvari Venezuele. SAD je navodno podržavao vojni udar protiv Cháveza u 2002. godini. Nasuprot tome, odnosi s Kubom i Fidelom Castrom su jako dobri, a njihove dvije zemlje dobro surađuju i razmijenjuju usluge. Preminuo je od raka 5. ožujka 2013. godine.

## Vanjske poveznice
- Službeni blog Huga Cháveza (šp.)